# め
め або メ (/me/; МФА: [me] • [me̞]; укр. ме) — склад в японській мові, один зі знаків японської силабічної абетки кана. Становить 1 мору. Розміщується у комірці 4-го рядка 7-го стовпчика таблиці ґодзюон.

## Короткі відомості

### Опис
Фонема сучасної японської мови. Складається з одного приголосного звука та одного неогубленого голосного переднього ряду високо-середнього піднесення /e/ (え).
| Губно-губний носовий: |  | /m/ → | め | [me] |  |

### Порядок
Місце у системах порядку запису кани:
- Порядок ґодзюону: 34.
- Порядок іроха: 30. Між ゆ і み.

### Абетки
- Хіраґана: め

Походить від скорописного написання ієрогліфа 女 (ме, жінка).
- Катакана: メ

Походить від скорописного написання нижньої частини ієрогліфа 女 (ме, жінка).
- Манйоґана: 売 • 馬 • 面 • 女 • 梅 • 米 • 迷 • 昧 • 目 • 眼 • 海

### Транслітерації
- Кирилиця:
Система Поліванова: МЕ (ме).
Альтернативні системи: МЕ (ме).
- Латинка
Система Хепберна: ME (me).
Японська система: ME (me).
JIS X 4063: me
Айнська система: ME (me).

### Інші системи передачі
- Шрифт Брайля:
| ●● |
- Радіоабетка: МЕйдзі но МЕ (明治のメ; «ме» Мейдзі)
- Абетка Морзе: －・・・－